# Whaplode
Whaplode est une paroisse civile et un village du Lincolnshire, en Angleterre.